# Feng Ziqi
Pour les articles homonymes, voir Feng.
Feng Ziqi (chinois : 冯紫琪), née le 29 juin 1999 à Canton, est une lutteuse libre chinoise, médaillée de bronze aux Jeux Olympiques de 2024.

## Carrière
Feng Ziqi est à Canton où elle commence la lutte libre à 9 ans. En 2018, elle rejoint l'équipe régionale de lutte de la province du Guangdong.
En 2023, elle remporte un médaille de bronze aux championnats du monde en battant la Colombienne Alisson Cardozo. Lors des championnats d'Asie 2024, elle remporte la médaille d'argent en -50 kg, battue 8 à 4 en finale par la Japonaise Yui Susaki.  En août 2024, elle est également médaillée de bronze lors des Jeux olympiques en -50 kg.

## Palmarès
| Date | Compétition                   | Lieu     | Place | Catégorie |
| ---- | ----------------------------- | -------- | ----- | --------- |
| 2019 | Championnats du monde juniors | Budapest | 2e    | -50 kg    |
| 2023 | Championnats d'Asie           | Astana   | 3e    | -50 kg    |
| 2023 | Championnats du monde         | Belgrade | 3e    | -50 kg    |
| 2023 | Championnats d'Asie           | Bichkek  | 2e    | -50 kg    |
| 2023 | Jeux olympiques               | Paris    | 3e    | -50 kg    |